# Илија Лупулеску
Илија Лупулеску (Зрењанин, 30. октобар 1967) је бивши југословенски, а касније и амерички стонотенисер. Освајао је медаље на свим великим и важним такмичењима, од Олимпијских игара до европских првенстава.
Члан је Српске напредне странке од 2023.

## Каријера
Своју прву партију стоног тениса Лупулеску је одиграо са девет година, у свом малом банатском месту Уздину. И то је урадио сасвим случајно, видевши како његови школски другови играју стони тенис и он је одлучио да узме рекет и целулоидну лоптицу у руке и проба ову игру, не знајући да ће му стони тенис постати животна страст у будућности. Почео је да игра у СТК Униреа под надзором тренера Јана Бошике. Променио је доста клубова у земљи и иностранству, а највише времена је провео у београдском Партизану. Са 14 година освојио је Јуниорско првенство Југославије.
У пару са хрватским стонотенисером Зораном Приморцем постао је првак Европе и другопласирани на свету и Олимпијских игара, те су их многи у то време звали најбољима свих времена, али их и је Грађански рат спутао да то и заиста постану. Успешну сарадњу у игри мешовитих парова имао је са Јасном Фазлић. Са њом у пару постао је европски првак у мешовитим паровима. Једно време је био у браку са Јасном.
Године 2002. Лупулеску добија америчко држављанство, под чијом заставом се такмичи до 2006. године, укључујући и на Олимпијским играма у Атини 2004. Занимљиво је поменути и то да је Лупулеску један од ретких спортиста који се такмичио на пет Летњих олимпијских игара, под четири различите заставе: СФРЈ, застава МОК-а, СРЈ и САД.
Лупулеску је најтрофејнији стонотенисер Србије (више од њега у југословенском стоном тенису освојили су само Драгутин Шурбек и Антон Стипанчић) са 16 медаља са олимпијских игара, светских првенстава, светског купа и европских првенстава.